# Lutovînivka, Kozelșciîna
Lutovînivka (în ucraineană Лутовинівка) este localitatea de reședință a comunei Lutovînivka din raionul Kozelșciîna, regiunea Poltava, Ucraina.

## Demografie
Componența lingvistică a localității Lutovînivka
     Ucraineană (96,79%)
     Rusă (2,78%)
     Alte limbi (0,21%)
Conform recensământului din 2001, majoritatea populației localității Lutovînivka era vorbitoare de ucraineană (96,79%), existând în minoritate și vorbitori de rusă (2,78%).